# František Pštross
František Pštross (3. listopadu 1797 Praha-Nové Město – 15. února 1887 tamtéž) byl pražský podnikatel a komunální politik, otec purkmistra z let 1861–1863 Františka Václava Pštrosse a Anny Pštrossové (narozena 1839, majitelka domů a statků Selc a Lisolej. Provdaná za Emila Novotného, žili v Berlíně, kde měli dvě dcery).
V rodokmenu rodiny je jmenován: František Xavier Tadeáš rytíř ze Pštrossů, rytíř železné koruny.

## Život
Jeho otec byl koželuhem. František se zapojil do provozu rodinného podniku a zvelebil jej. Vstoupil také do komunální politiky. Roku 1835 se stal členem sboru obecních starších, přičemž v této funkci působil až do roku 1884. Staral se zejména o hospodářské otázky. V roce 1848 byl členem deputace do Vídně k císaři Ferdinandu Dobrotivému. Později také zasedal v zemském sněmu jako poslanec za Staré Město. V srpnu 1868 patřil mezi 81 signatářů státoprávní deklarace českých poslanců, v níž česká politická reprezentace odmítla centralistické směřování státu a hájila české státní právo.
Pštross byl úspěšný, bohatý podnikatel a známý komunální politik, který si pro svůj důmysl, vlastenectví, solidnost a uhlazené chování získal respekt veřejnosti. Byl mu také udělen rytířský titul. Dožil se vysokého věku.
Zemřel 15. února 1887 ráno následkem pádu, při kterém si zlomil nohu. Pohřben byl do rozsáhlé novogotické hrobky na Olšanských hřbitovech, kterou nechal vybudovat syn František Václav Pštross.